# Webster (Wisconsin)
Webster és una vila del Comtat de Burnett (Wisconsin) als Estats Units d'Amèrica.

## Demografia
Segons el cens dels Estats Units del 2000 Webster tenia 653 habitants, 302 habitatges, i 176 famílies. La densitat de població era de 141,6 habitants per km².
Dels 302 habitatges en un 28,1% hi vivien nens de menys de 18 anys, en un 40,4% hi vivien parelles casades, en un 15,6% dones solteres, i en un 41,4% no eren unitats familiars. En el 38,1% dels habitatges hi vivien persones soles el 27,8% de les quals corresponia a persones de 65 anys o més que vivien soles. El nombre mitjà de persones vivint en cada habitatge era de 2,16 i el nombre mitjà de persones que vivien en cada família era de 2,88.
Per edats la població es repartia de la següent manera: un 25% tenia menys de 18 anys, un 8% entre 18 i 24, un 22,5% entre 25 i 44, un 17,2% de 45 a 60 i un 27,4% 65 anys o més.
L'edat mediana era de 40 anys. Per cada 100 dones de 18 o més anys hi havia 75 homes.
La renda mediana per habitatge era de 29.432 $ i la renda mediana per família de 35.288 $. Els homes tenien una renda mediana de 28.214 $ mentre que les dones 21.500 $. La renda per capita de la població era de 15.411 $. Aproximadament el 5,8% de les famílies i el 9,9% de la població estaven per davall del llindar de pobresa.

## Poblacions properes
El següent diagrama mostra les poblacions més properes.